# Gymnothorax hepaticus
 Gymnothorax hepaticus és una espècie de peix de la família dels murènids i de l'ordre dels anguil·liformes.

## Morfologia
Els mascles poden assolir els 100 cm de longitud total.

## Distribució geogràfica
Es troba des del Mar Roig fins a Samoa, les Hawaii, el sud del Japó i Guam (Micronèsia).